# Carl Wagner
Pour les articles homonymes, voir Wagner.
Carl Wilhelm Wagner, né le 25 mai 1901 à Leipzig et mort le 10 décembre 1977 à Göttingen, est un physico-chimiste allemand. Ses travaux concernent les mécanismes de transport dans les oxydes et il est l'un des pionniers de la chimie du solide. Il énonce une loi de cinétique d'oxydation en 1933.

## Biographie
Carl Wagner est diplômé de l'université Louis-et-Maximilien de Munich et obtient son doctorat à l'université de Leipzig en 1924 sous la direction de Max Le Blanc avec une thèse sur la vitesse de réaction dans les solutions.
Il travaille ensuite à l'université Humboldt de Berlin où il rencontre Walter Schottky, puis il devient Privatdozent à l'université d'Iéna.
Avec Schottky et Hermann Ulich, il publie en 1929 un livre sur la thermodynamique.
Il est professeur invité de chimie physique à l'université de Hambourg en 1933, puis il obtient une chaire de chimie physique à l'université de technologie de Darmstadt, où il reste professeur jusqu'en 1945. 
Après la Seconde Guerre mondiale, Carl Wagner est invité, dans le cadre de l'opération Paperclip, à rejoindre les États-Unis et la base de Fort Bliss. Il acquiert la nationalité américaine.
Il est professeur de métallurgie au Massachusetts Institute of Technology de 1949 à 1958. Il revient ensuite en Allemagne pour prendre la direction de l'institut Max-Planck de chimie biophysique à Göttingen jusqu'à sa retraite en 1966.

## Hommage
On donne son nom à un nombre sans dimension utilisé en électrochimie pour décrire la distribution du courant, le Wagner (abréviation Wa), tel que :
{\displaystyle \mathrm {Wa} ={\frac {\kappa }{\mathrm {L} }}\cdot {\frac {\mathrm {d} \eta }{\mathrm {d} j}}}
avec :
- {\displaystyle \kappa } : conductivité de l'électrolyte [Ω-1⋅m-1] ;
- {\displaystyle {\frac {\mathrm {d} \eta }{\mathrm {d} j}}} : variation de polarisation de l'électrode en fonction de la variation de la densité de courant [Ω⋅m2] ;
- L : Longueur caractéristique [m].